# Cayaponia alarici
Cayaponia alarici är en gurkväxtart som beskrevs av M.L. Porto. Cayaponia alarici ingår i släktet Cayaponia och familjen gurkväxter. Inga underarter finns listade i Catalogue of Life.